# Элайнер

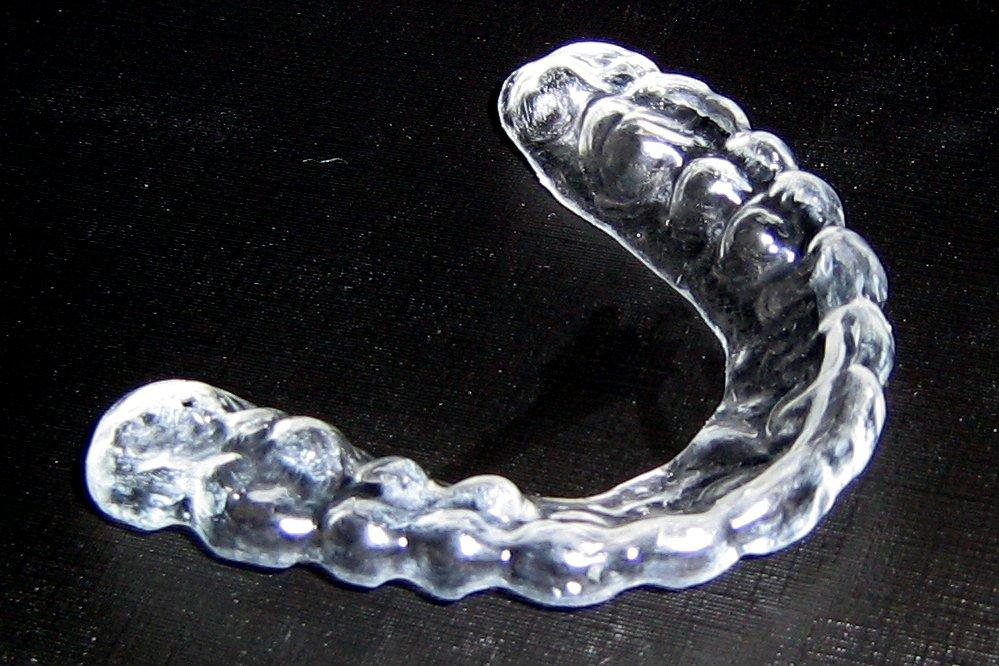
Элайнер, изготовленный методом термоформирования

Эла́йнер (англ. aligner — «выравниватель») — съёмный ортодонтический аппарат, представляющий собой специальные капы на зубы из поликарбоната. Элайнеры используются для коррекции положения зубов у людей в стоматологических, ортодонтических, терапевтических и других отделениях больниц, клиник при стационарном обслуживании. Впервые элайнеры были изобретены американской компанией Align Technology в 1998 году.
Первые эксперименты с производством элайнеров на самом деле принадлежат компании SCHEU-DENTAL, которые ещё 50 лет назад придумали вакуумформер (прессформер), при помощи которого и стало возможным производство элайнеров.
Конструкция изделия предусматривает слабое постоянное давление на зуб, вызывая рассасывание костной ткани альвеолы в направлении движения данного зуба и образование костной ткани в противоположном направлении. В результате этого, обеспечивается постепенное перемещение зуба по заданной траектории.
Элайнеры имеют эстетичный вид и могут легко сниматься, обеспечивая доступ к проведению процедур ухода за полостью рта.
Элайнеры изготавливают из прочных полимерных пластин, по формам сделанных слепков.
Изделия не подлежат никакому окрашиванию. Изделие представляет собой цельную конструкцию, которую при необходимости легко снимать для чистки, как самого изделия, так и ротовой полости.
Выбор различных вариантов коррекции прикуса и положения зубов необходимо делать в соответствии с мнением и рекомендациями специалиста (стоматолога-ортодонта) на основании произведённого обследования, которое позволяет определить причину и степень выраженности аномалии. Только специалист сможет грамотно подобрать именно то решение, которое будет направлено на выздоровление пациента.

## Преимущества и недостатки перед традиционной брекет-системой

### Преимущества
- Является более эстетичным, так как является прозрачным и имеет малую толщину
- Индивидуальное изготовление по слепкам пациента
- Данное изделие соприкасается с коронковой частью зубов со всех сторон, что улучшает контроль за перемещением зубов
- Упрощена гигиена полости рта, так как аппарат съёмный
- Меньшая травма мягких тканей полости рта
- Сокращение времени приёма у стоматолога-ортодонта
- Возможность увидеть конечный результат (на этапе изготовления виртуальной модели — сет-апа)

### Недостатки
- Сравнительно высокая стоимость

## Изготовление
Изделия изготавливаются при помощи технологии термоформирования в аппаратах для прессования под давлением или в условиях вакуума, с использованием полимерных пластин различной толщины, которые при нагревании приобретают пластичность и позволяют проводить дублирование реальных или отмоделированых объектов различной формы, путём прессования в аппарате. В данном случае, объектом дублирования являются гипсовые, композитные или пластиковые модели челюстей, изготовленные по индивидуальным слепкам пациента. На сегодняшний день, изготовление элайнеров осуществляется в США, Мексике, Корее, Италии, Германии, Англии и России.

## Этапы работы врача
Для оформления заказа на изготовление элайнеров врачу необходимо выполнить следующие обязательные условия:
1. Снять оттиски из поливинилсилоксанового материала (А-силикон) на пластмассовых ложках. Это будут рабочие оттиски.
2. Снять диагностические оттиски из любого оттискного материала, изготовить диагностические гипсовые модели (вариант гипса любой).
3. Изготовить окклюзионный шаблон (из любого материала).
4. Подготовить ортопантомограмму (на любом носителе — бумажном или электронном) — обязательное условие; телерентгенограмму в боковой/прямой проекции — по требованию врача-ортодонта компании изготовителя.
5. Прислать 4 (четыре) фотографии лица пациента (должны быть видны плечи, уши, не прикрытые волосами):
  - Фас без улыбки
  - Фас с улыбкой
  - Профиль без улыбки
  - Профиль с улыбкой
6. Прислать 5 (пять) фотографий зубных рядов пациента:
  - Окклюзионная поверхность верхнего зубного ряда
  - Окклюзионная поверхность нижнего зубного ряда
  - Сомкнутые зубные ряды в привычной окклюзии справа, слева, спереди
7. Заполнить бланк заказа, где отражаются основная информация о пациенте и пожелания доктора относительно плана лечения.
8. Передать всё вышеперечисленное курьеру компании.

Ортодонт-технолог оценивает каждый клинический случай на предмет возможности применения элайнеров. После утвердительного ответа, рабочие слепки посылают на производство, где их либо сканируют, либо изготавливают по ним динамические пластиковые модели (в зависимости от используемой данной фирмой технологии).

## Технология передвижения зубов

### Сканирование
Слепок сканируют на 3D сканере, специальная компьютерная программа превращает скан в трёхмерную модель зубов. Технолог перемещает зубы по предварительно заданной врачом траектории, затем на 3D принтере изготавливаются пластиковые модели, по которым прессуются каппы. Преимущества: полностью автоматический процесс. Недостатки: погрешности (несоответствие виртуального и реального результата, если недостаточная точность 3D принтера или используется материал с усадкой).

### Динамические модели
Cлепок заливают специальным пластиком, в проекции каждого зуба устанавливают запатентованный динамический пин. После отверждения пластика, модель сегментируют на отдельные зубы (цоколь модели остаётся целым). Технолог ключом активирует пины, передвигая их по заданной врачом траектории. Шаг перемещения пина 0.1-0.25 мм. После каждой активации прессуется каппа. Преимущества: высокая точность результата. Недостатки: человеческий фактор.

## Показания и противопоказания к применению

### Показания
1. Скученное положение зубов не более 6 мм
2. Наклоны зубов
3. Ротации зубов
4. Нарушение формы зубных рядов
5. Создание места для имплантации
6. Зубоальвеолярное удлинение, укорочение
7. Промежутки между зубами

### Противопоказания
1. Скелетные формы аномалий зубочелюстной системы
2. Заболевания пародонта в острой фазе
3. Заболевания ВНЧС
4. Деструкция костной ткани альвеолы на 1/2 длины корня зуба
5. Твёрдые зубные отложения
6. Ретенированные зубы
7. Тяжёлые соматические заболевания
8. Наличие дентальных имплантатов, мостовидных конструкций